# Saharasångare
Saharasångare (Curruca deserti) är en fågel i familjen sylvior inom ordningen tättingar. Den häckar i öknar i nordvästra Afrika där den är stannfågel. IUCN kategoriserar den som livskraftig. Tidigare behandlades den som underart till ökensångaren (Curruca nana).

## Utseende och läten
Saharasångaren är en mycket liten (11–12 centimeter) och väldigt ljus fågel med sandfärgad ovansida, rostfärgad ovansida på stjärten, gulbruna ben, blekgul näbb och gult öga. Den är lik sin nära släkting ökensångaren (C. nana), men denna är något större, gråare ovan, har mörkare handpennor och har svarta spolstreck på tertialer och mittre stjärtpennor, något saharasångaren saknar.

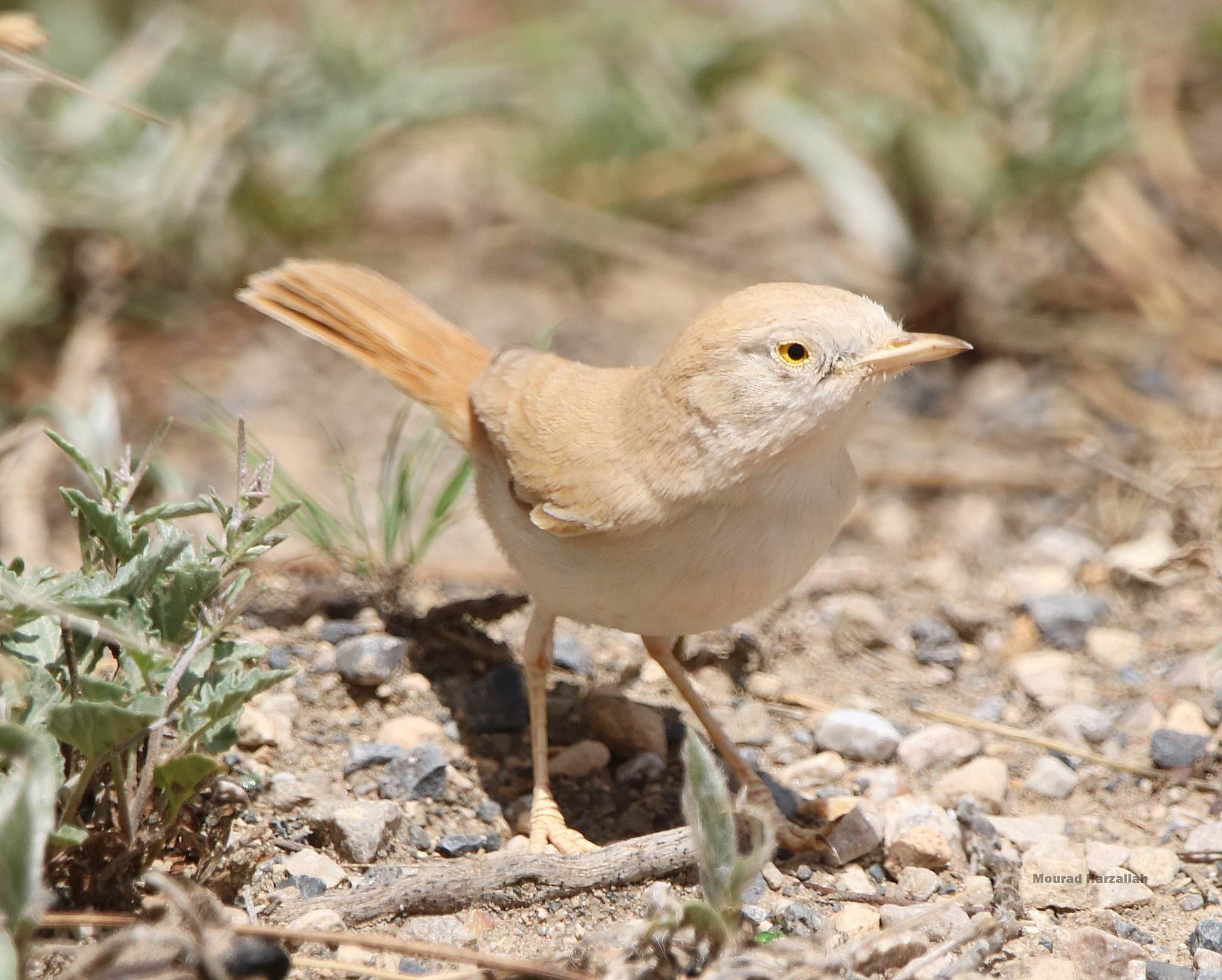

Fågelns tjattrande lockläte liknar ökensångarens. Sången är ljus, klar och rytmiskt ojämn utan sträva toner och inleds av en torr drill.

## Utbredning och systematik
Fågeln förekommer som stannfågel i öknar i nordvästra Afrika till östra Libyen. Den är en mycket sällsynt gäst på det europeiska fastlandet med ett fynd i Italien 1988, ett i Spanien 2011 och ett i Nederländerna 2014. Fynd av obestämda saharasångare eller ökensångare finns från Tjeckien och Frankrike.
Tidigare behandlades saharasångare som en underart till ökensångare (Curruca nana) men urskiljs numera allmänt som egen art.

### Släktestillhörighet
Arten placeras traditionellt i släktet Sylvia. Genetiska studier visar dock att Sylvia består av två klader som skildes åt för hela 15 miljoner år sedan. Sedan 2020 delar BirdLife Sverige och tongivande internationella auktoriteten International Ornithological Congress (IOC) därför upp Sylvia i två skilda släkten, varvid saharasångaren förs till Curruca. Även eBird/Clements följde efter 2021.

## Ekologi
Fågeln häckar i halvöken med sparsam växtlighet, framför allt med täta tuvor av Aristida pungens, upp till 2.000 meter över havet i Algeriet. Den intar huvudsakligen småinsekter som den tar från marken, men också frön och bär. Den häckar från januari till början av mars i södra delen av utbredningsområdet där den troligen också lägger två kullar, i norr normalt en från slutet av mars till maj. Honan lägger två till fem ägg, i snitt tre.

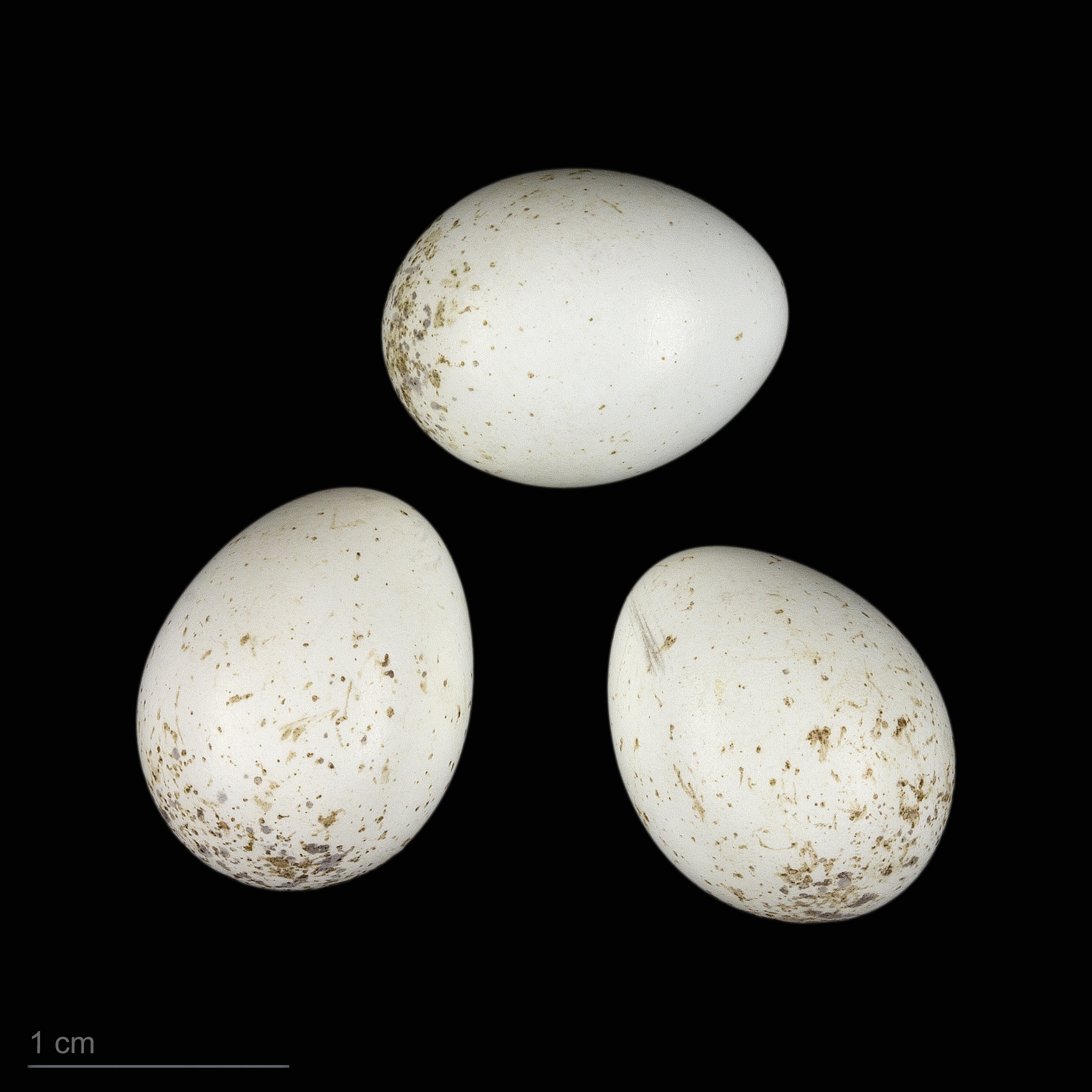
Ägg från saharasångaren

## Status och hot
Arten har ett stort utbredningsområde och en stabil populationsutveckling. Utifrån dessa kriterier kategoriserar internationella naturvårdsunionen IUCN arten som livskraftig (LC).